# Газъю (приток Выми)
Газъю (Газью; устар. Газ-Ю) — река в России, течёт по территории Княжпогостского района Республики Коми. Вытекает из болота Газъюнюр. Устье реки находится в 82 км по левому берегу реки Выми. Длина реки составляет 23 км.

## Данные водного реестра
По данным государственного водного реестра России относится к Двинско-Печорскому бассейновому округу, водохозяйственный участок реки — Вычегда от города Сыктывкар и до устья, речной подбассейн реки — Вычегда. Речной бассейн реки — Северная Двина.
Код объекта в государственном водном реестре — 03020200212103000022668.